# Shep (perro)

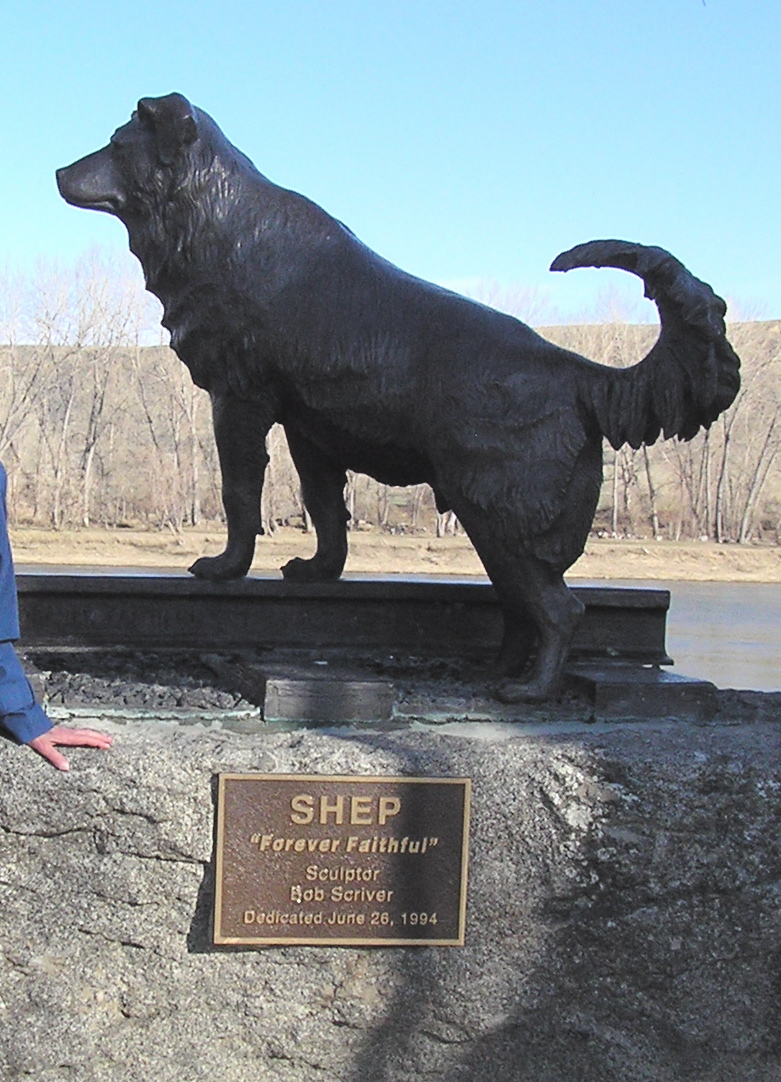
Monumento de Shep en Fort Benton, Montana

Shep era el nombre dado a un perro pastor que apareció en la Gran Estación de Ferrocarril del Norte un día de 1936 en Fort Benton, Montana. 

## Historia
El perro apareció por primera vez en la estación cuando el ataúd de su amo estaba siendo cargado en un tren que iba al este de los EE. UU. Cuando el tren partió, el perro volvía a la estación por cada tren que llegaba después de eso.
Se llevó a empleados de la estación un tiempo para darse cuenta de que el cuerpo en el ataúd fue probablemente el dueño de Shep, y Shep va para cada tren que llegaba para ver si su amo aparecía. Los empleados de la estación se hicieron cargo de Shep que vivían en los alrededores de la estación, dando a conocer a todo el que pasaba.
Unos años más tarde, Shep y su historia se presentó en Ripley, ¡aunque usted no lo crea!.
Shep mantuvo esta vigilia todos los días durante casi seis años hasta que fue atropellado por un tren el 12 de enero de 1942. Se cree que sus patas delanteras se encontraban en uno de los carriles y él simplemente no oyó el tren hasta que fue demasiado tarde, y se deslizó fuera de la barandilla. El ingeniero del tren no pudo detener el tren a tiempo.
Unos días más tarde, el funeral de Shep fue atendido por casi todo el mundo en Fort Benton. "Elogio del perro", aunque escrito para otro perro, fue leído en el funeral. Su tumba fue colocada en una colina que domina la ciudad, donde permanece hasta el día de hoy. Se construyó un monumento en su honor en Fort Benton in 1994. La historia de Shep se vuelve a contar como ficción histórica en Shep Siempre Fiel por Stewart H Beveridge y Nelson Lee.